# Тетерань (Вилча)
Тетерань, Тетерані (рум. Tătărani) — село у повіті Вилча в Румунії. Адміністративно підпорядковане місту Бебень.
Село розташоване на відстані 158 км на північний захід від Бухареста, 16 км на південний захід від Римніку-Вилчі, 80 км на північний схід від Крайови, 130 км на південний захід від Брашова.

## Населення
За даними перепису населення 2002 року у селі проживали 314 осіб, усі — румуни. Усі жителі села рідною мовою назвали румунську.